# 劉元起
劉 元起 （りゅう げんき、生没年不詳）は、中国後漢末の人物。幽州涿郡涿県の出身。「元起」は恐らくは字で、諱は不明。

## 略歴
蜀漢の初代皇帝である劉備の親族。すなわち中山靖王劉勝の子、陸城亭侯劉貞の子孫にあたる。息子は劉徳然。
劉備は15歳の時、劉徳然と共に、儒学者の盧植の弟子となったが、劉元起は息子のみならず劉備にも同等の学資を与えた。劉元起の妻はそれに対し不満を述べたが、劉備の資質を買っていた劉元起は取り合わなかった。その後の動向は不明。
小説『三国志演義』では第1回で、劉備の叔父として登場。同書では劉徳然は登場しないが、いずれにせよ劉備の資質を買い、貧乏な彼の家を援助したこととなっている。